# Friedrich Ruppel
Friedrich Ruppel (* 2. Oktober 1854 in Hamburg; † 4. März 1937 ebenda; vollständiger Name: Friedrich Simon Ruppel) war ein deutscher Architekt, der in Hamburg wirkte. Sein Schwerpunkt war Planung und Bau von Krankenhäusern. Ruppel war Bauinspektor, dann Baurat und Baudirektor in der Hamburger Baubehörde. Er wurde 1910 an der TH Berlin zum Dr.-Ing. der Architektur promoviert.

## Bauten (Auswahl)
- 1883–1887: Oberpostdirektion am Stephansplatz, Hamburg-Neustadt (Entwurf Ernst Hake), Bauleitung bei Ausführung des Ursprungsbaus[2]
- 1884–1889: Städtisches Krankenhaus Eppendorf in Hamburg, Ursprungsbauten[3], eines der ersten Krankenhäuser in Pavillonbauweise mit mehr als 50 Gebäuden (zusammen mit Carl Johann Christian Zimmermann)[4]
- 1898–1915: Umbau des Krankenhauses St. Georg in Hamburg[5]
- 1908–1910: Schule Forsmannstraße in Hamburg-Winterhude, eine Doppel-Volksschule (in Zusammenarbeit mit Albert Erbe und Carl Johann Christian Zimmermann)
- 1910–1915: Allgemeines Krankenhaus Barmbek, ein Parkkrankenhaus im Pavillonsystem mit mehr als 60 Gebäuden und 2400 Betten, Ursprungsbauten[6]
- 1911–1912: Krankenhaus Gojenbergsweg in Hamburg-Bergedorf[7]
- 1912–1914: Vereinigte Städtische und Thiemsche Heilanstalt in Cottbus
- 1927–1928: Städtisches Krankenhaus in Delmenhorst, Neubau an der Wildeshauser Straße (in Zusammenarbeit mit Fritz Höger)

## Schriften
- Das Allgemeine Krankenhaus Hamburg-Barmbeck mit Barackenkrankenhaus. Boysen & Maasch, Hamburg 1916.
- Der allgemeine Krankenhausbau der Neuzeit, seine Planung, Ausführung und Einrichtung nach hygienisch-technischen Grundsätzen. J. A. Barth, Leipzig 1918. (Band 5 der Reihe Weyl's Handbuch der Hygiene)
- Deutsche und ausländische Krankenanstalten der Neuzeit : Studien und kritische Betrachtungen über Anlage und Einrichtung grösserer, neuzeitlicher Krankenhäuser in Deutschland, Österreich (Wien), Belgien (Antwerpen), Holland, England u. Frankreich (Paris). F. Leineweber, Leipzig 1924.
- Das Allgemeine Krankenhaus Hamburg-Barmbeck. Boysen & Maasch, Hamburg 1928.